# Terra Mystica
Terra Mystica es un juego de mesa de estilo europeo para dos a cinco jugadores diseñado por Helge Ostertag y Jens Drögemüller. El juego fue publicado por primera vez por Feuerland Spiele en Alemania en 2012, y luego fue publicado en inglés y francés por Zman Games y Filosofia Édition en 2013. Feuerland Spiele lanzó una segunda edición alemana del juego en 2013.
Terra Mystica es un continente misterioso cuyos habitantes tienen la capacidad de terraformar terrenos como llanuras, pantanos, lagos, bosques, montañas, páramos y desiertos entre sí. El paisaje cambia constantemente a medida que las naciones individuales expanden sus territorios. Las naciones iadoran los elementos del agua, el fuego, el aire y la tierra. Cada nación tiene la capacidad de construir diferentes tipos de edificios: asentamientos, puestos comerciales, santuarios, templos y fortalezas. Al construir un edificio, los jugadores obtienen acceso a los recursos del juego: trabajadores, dinero, energía y chamanes.

## Jugabilidad
El juego comienza cuando cada jugador elige una de las catorce facciones de fantasía, cada una con sus propias habilidades especiales y costos asociados con las acciones. Los jugadores expanden sus territorios construyendo edificios en el tablero de juego. Cada facción está limitada a construir solo en uno de los siete tipos de terreno diferentes que se encuentran en el tablero de juego; esto hace que los espacios de terraformación puedan construirse sobre un aspecto clave del juego.
El juego se divide en seis rondas durante las cuales los jugadores realizan una serie de acciones para mejorar su sociedad. Las acciones pueden implicar establecer nuevos espacios, mejorar edificios existentes, mejorar la infraestructura como el transporte marítimo o aumentar la posición de la facción en un culto elemental. Cuando un jugador no puede realizar más acciones (o decide no hacerlo), debe pasar. Una ronda termina cuando todos los jugadores pasan.
Un aspecto único del juego es su mecánica de power point. Los puntos de poder se utilizan para lanzar hechizos y también se pueden convertir en recursos. Los puntos de poder se dividen en tres tazones. Cuando se ganan puntos, primero se mueven del tazón uno al tazón dos. Cuando el tazón uno está vacío, pueden pasar del tazón dos al tazón tres. Los puntos de poder solo se pueden usar cuando están en el tazón tres, momento en el que vuelven al tazón uno.
Los puntos de victoria se acumulan a lo largo del juego por una variedad de acciones. El juego tiene una duración de seis rondas, después de las cuales se otorgan puntos de victoria adicionales por los objetivos del final del juego. El jugador con más puntos de victoria gana.

## Expansiones
- Se entregaron cuatro fichas de pueblo adicionales como una expansión promocional gratuita en Spiel 2013.[5]
- Se incluyó una ficha de bonificación adicional en la edición de junio de 2013 de Spielbox.[6]
- En noviembre de 2014 se lanzó una expansión completa del juego, Terra Mystica: Fire & Ice. Introduce seis nuevas facciones, dos nuevos tipos de terreno y nuevas variantes de reglas.[7]
- En 2015 se lanzó una nueva expansión promocional, Terra Mystica: Erweiterungsbogen (o Terra Mystica Mini-Expansion en Norteamérica). Contiene las fichas de pueblo y las fichas de bonificación lanzadas anteriormente junto con una ficha de puntuación de ronda y nuevas fichas de terreno para cada facción para equilibrar mejor el juego. Las reglas sugeridas para las fichas de pueblo de facción fueron creadas como parte de un concurso de la comunidad Board Game Geek.[8][9][10][11]
- Una aplicación móvil del juego se lanzó en abril de 2017 y se transferió a Steam el 8 de junio de 2017. La expansión Fire & Ice se incluye en la versión de Steam y está disponible como una compra adicional para la versión móvil del juego.[12]
- Una nueva expansión, Terra Mystica: Age of Innovation, se anunció en mayo de 2018 y se esperaba que se lanzara en 2019. Sin embargo, al momento de escribir este artículo (febrero de 2020), no ha habido más noticias.[13]
- En 2018, Gaia Project se lanzó como una versión de ciencia ficción de Terra Mystica. Cuenta con muchos de los mismos mecanismos que Terra Mystica, pero muchos de los sistemas se han optimizado.[14]
- Una segunda expansión completa de Terra Mystica, llamada Terra Mystica: Merchants of the Seas, se lanzó a fines de 2019. Introduce una nueva estructura para cada facción (incluidas las facciones de Fire & Ice), el Astillero, que se puede usar para construir barcos que pueden viajar en los espacios de río y comerciar con las estructuras de otros jugadores. Algunas facciones tienen habilidades adicionales una vez que construyen su Astillero. También incluye nuevas cartas de bonificación y fichas de favor y un nuevo conjunto de fichas de puntuación de ronda.

### No oficial
- La expansión Artifacts, creada por fans, se realizó en 2015. Introduce cartas que el jugador puede tomar cuando pasa en la ronda final que otorgan puntos adicionales dependiendo de lo que hayan hecho durante el juego. Es gratis imprimirlo y jugarlo en BGG.[15]

## Premios
- 2013 Deutscher Spiele Preis, primer lugar[16]
- 2013 International Gamers Award, Juego de Estrategia Multijugador, primer lugar[17]
- 2013 Jogoeu User's Game, Juego para Adultos del Año, 1.er lugar[1]
- 2013 Hra Roku, Ganador del Juego del Año[1]
- 2013 Gouden Ludo, Ganador[18]
- 2013 Le Tric Trac d'Or[19]
- 2013 Nederlandse Spellenprijs, Ganador del Mejor Juego Especializado[20]
- En 2025 accedió al salón de la fama de BoardGameGeek como uno de sus veinticinco primeros juegos seleccionados [21]

## Recepción crítica e influencia
En mayo de 2017, el juego ocupaba el cuarto lugar en BoardGameGeek y ha sido citado como uno de los juegos de mesa más influyentes de la última década.
Shut Up & Sit Down le dio al juego una crítica abrumadoramente positiva.
Ryan Meltzer de Dice Tower le dio al juego una revisión generalmente positiva, y Tom Vasel, también de Dice Tower, le dio al juego una crítica mixta, diciendo que no podía estar seguro de cuán bien equilibrado estaba sin antes jugar el juego muchas más veces.
El sistema de actualización de Terra Mystica fue la inspiración para un sistema similar en Scythe.